# Olszewo (gmina Prostki)
Olszewo – wieś w Polsce, położona w województwie warmińsko-mazurskim, w powiecie ełckim, w gminie Prostki. W latach 1975–1998 miejscowość należała administracyjnie do województwa suwalskiego.
W wieku XVI zapisywana pod nazwami: Olscheffsky (Olszewskie), Bogatzen (Bogacze). Bogacze to nazwa od właściciela – Stanki Bogacza, wolnego pruskiego, wymienionego w czasie popisu wojskowego w 1519 r. 
Wieś powstała w ramach kolonizacji Wielkiej Puszczy w komturstwie piskim. Wcześniej był to obszar Galindii. Wieś ziemiańska, dobra służebne w posiadaniu drobnego rycerstwa (tak zwani wolni, ziemianie w języku staropolskim), z obowiązkiem służby rycerskiej (zbrojnej).
Przy granicy z Mazowszem i komturią ełcką. 
Przywilej na dobra służebne nadany został w 1506 r. przez prokuratora piskiego Jerzego von Kolbitza, na podstawie uproszczonej umowy kupna, na 22 łanów i 8 morgów puszczy, na prawie magdeburskim z obowiązkiem jednej służby zbrojnej., Obszar wsi położony był w puszczy w okolicach Różyńska, pomiędzy wsiami Krzywińskie, Monety i Kortejki (późniejsze Bzury). Dobra służebne otrzymali : Stańko, Jakub, Maciej i Narko Olszewscy. Od ich nazwiska wzięła się obecna nazwa wsi.
Zobacz też: Olszewo